# Phloeopora cingulata
Phloeopora cingulata är en skalbaggsart som beskrevs av Sharp 1880. Phloeopora cingulata ingår i släktet Phloeopora och familjen kortvingar. Inga underarter finns listade i Catalogue of Life.